# 甸心站
甸心站是一个成昆线上的铁路车站，位于云南省禄丰县妥安乡，建于1970年，邮政编码为651222。
甸心站目前为四等站，隶属昆明铁路局广通车务段管辖，北上距攀枝花站176公里，成都站925公里，南下距广通站22公里，昆明站175公里。

## 概要
成昆铁路勘测过程中并未计划设置甸心站。后设计部门考虑到原黑井站站址地质状况以及距离黑井镇较远，将黑井车站选址北迁至现址，同时在下行方向龙塘坝站区间新增甸心站:3。
该站曾经办理客货运业务，牟定县部分出入客货物资亦经由该站中转:279。车站设有5条股道，其中4条到发线，1974年建成通往牟定铜矿的专用线。站舍总面积2200平方米:392,396,398。站内驻有广通工电段甸心接触网工区等单位。

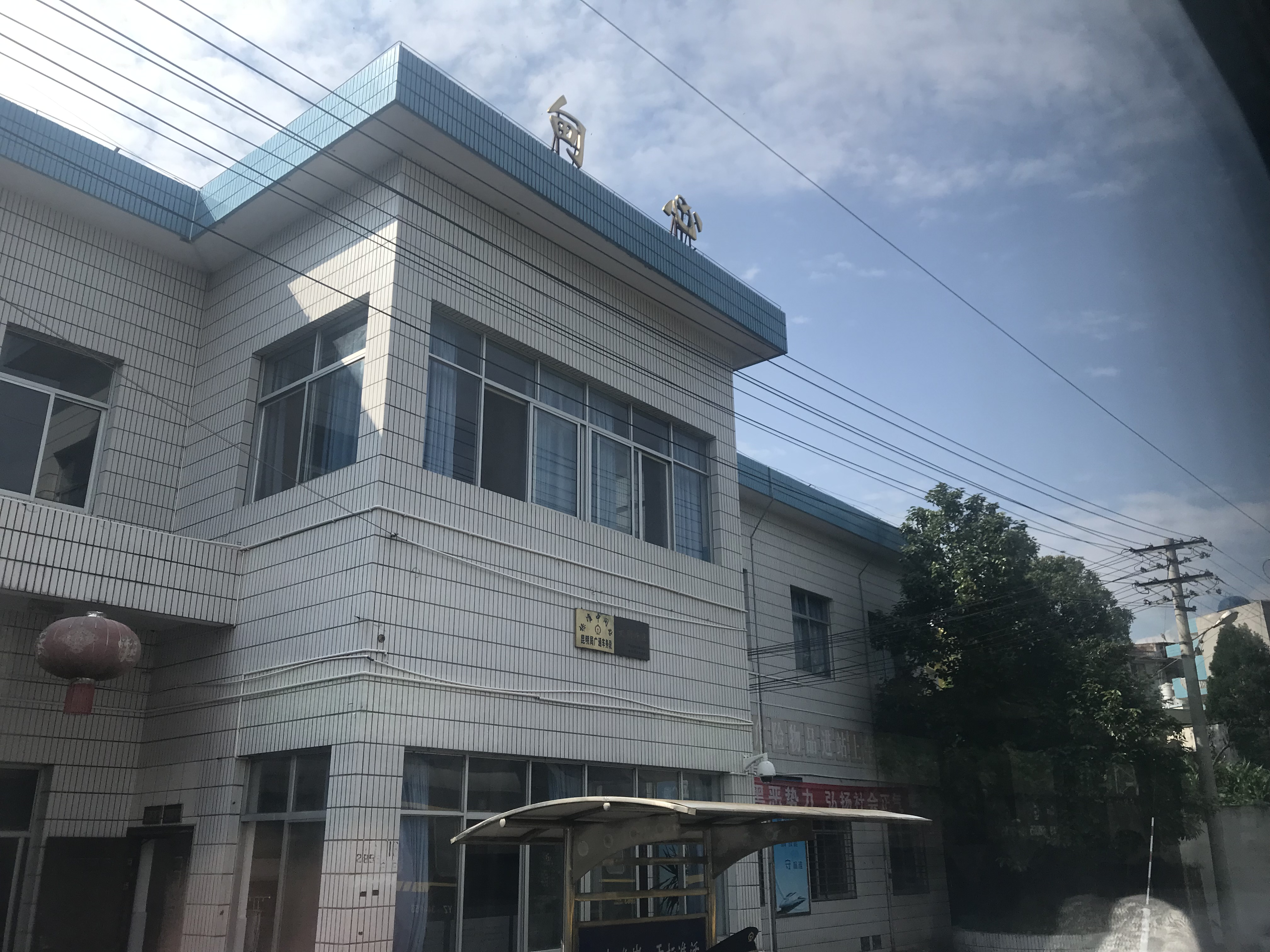
站房
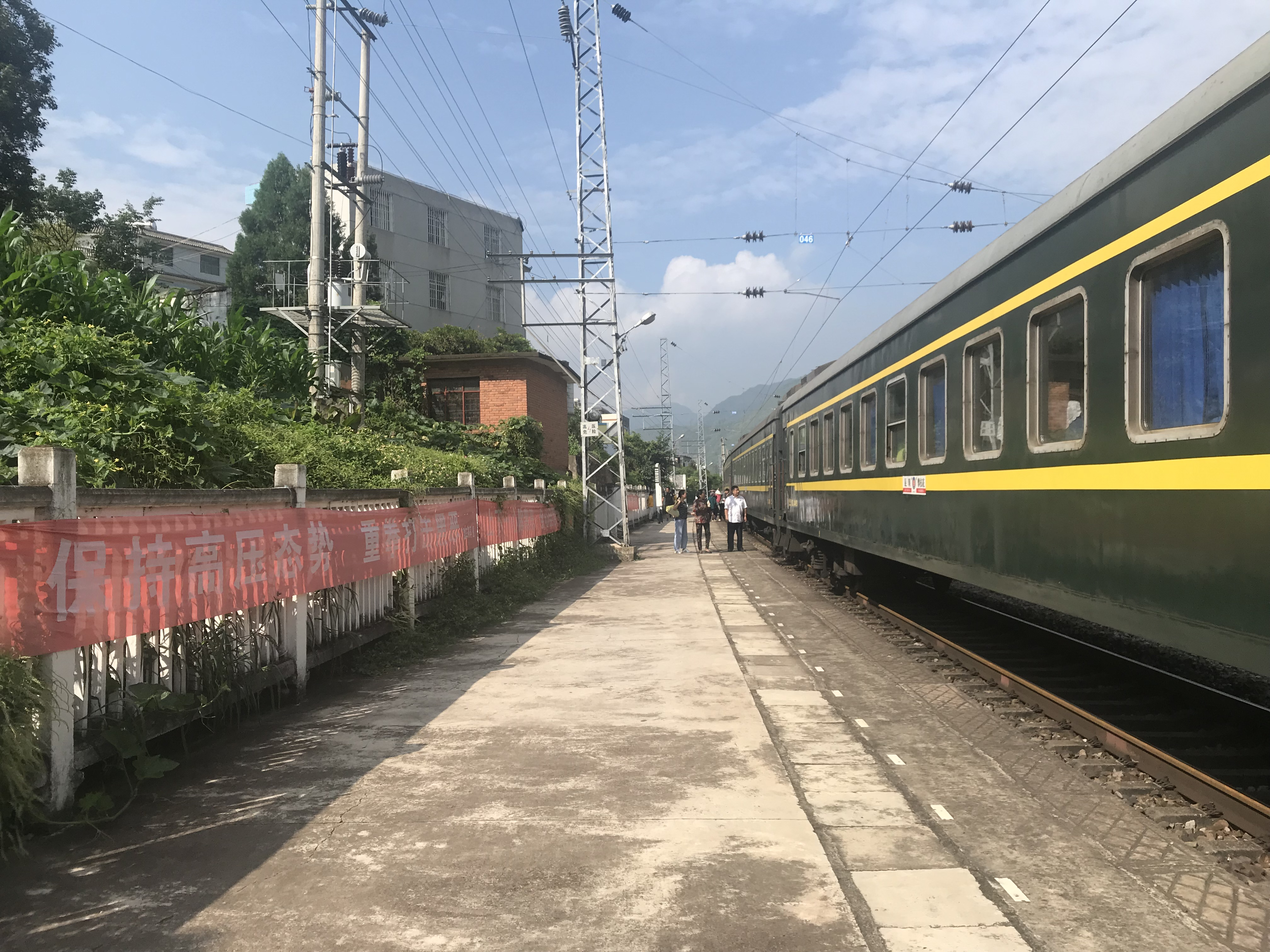
车站站台
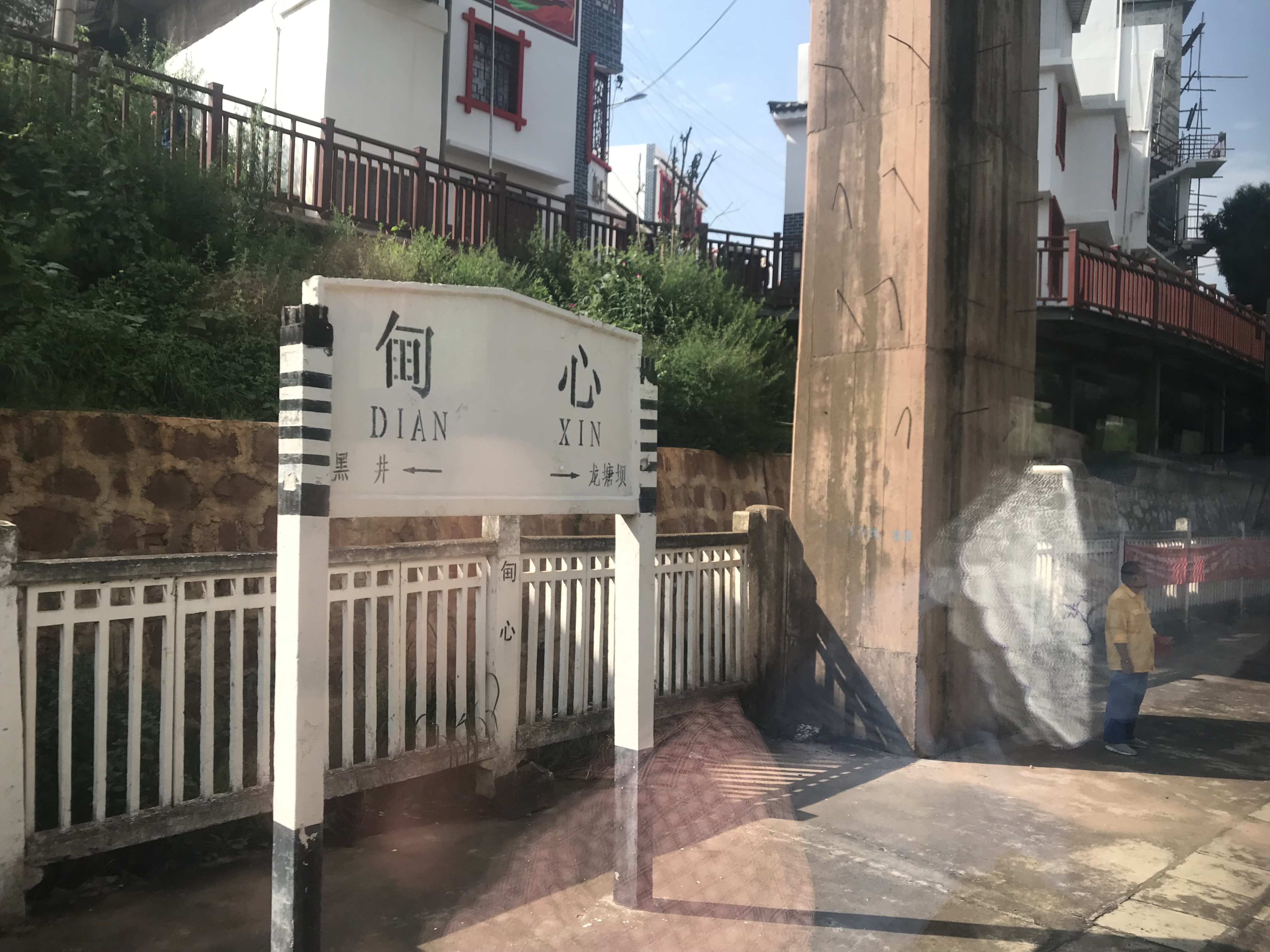
站牌
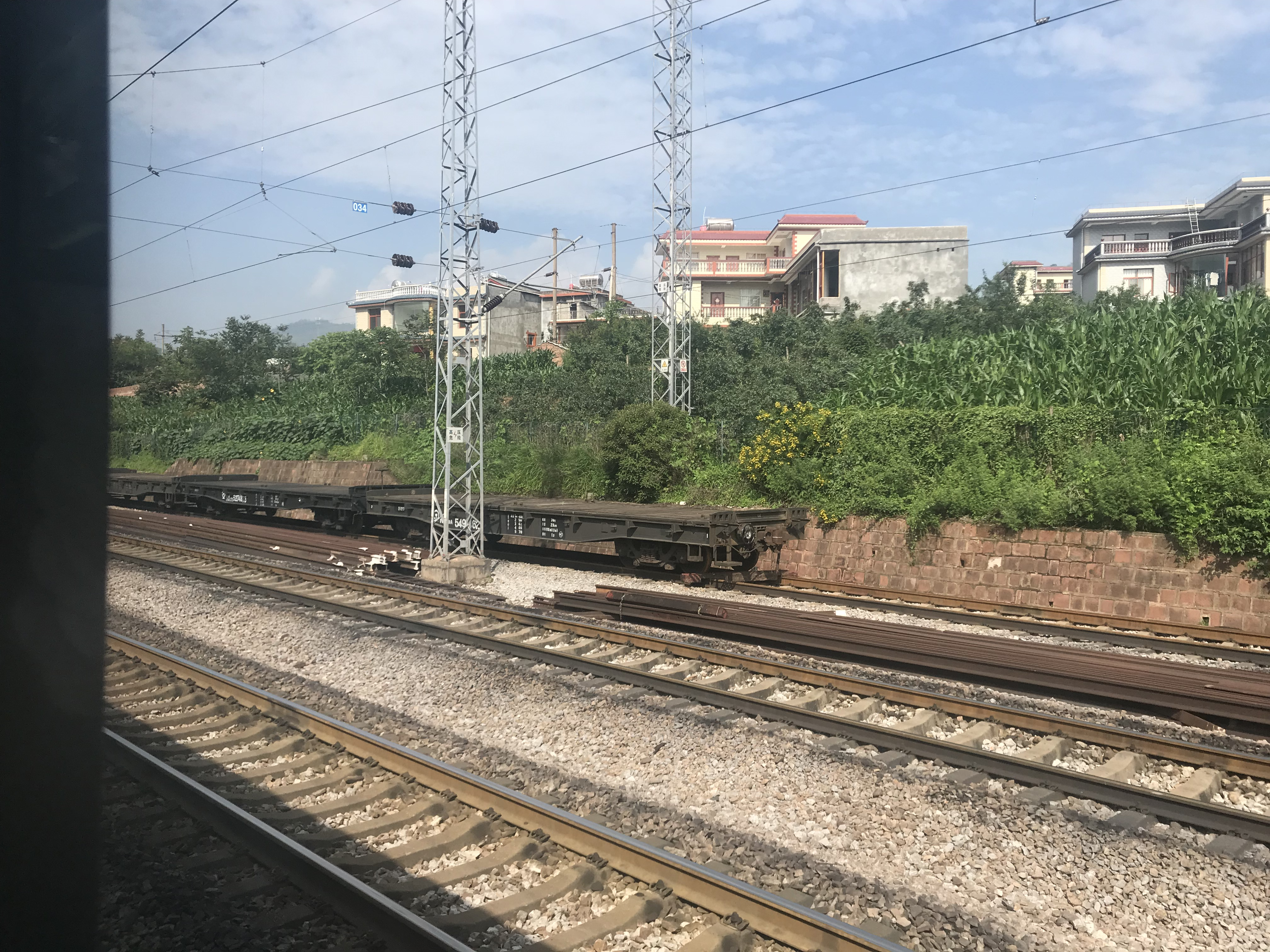
站内股道